# Friedrich Gustav Piffl
Friedrich Gustav Piffl (Landskron, 15 oktober 1864 – Wenen, 21 april 1932) was een Oostenrijk-Hongaars geestelijke en kardinaal van de Rooms-Katholieke Kerk.
Piffl was de zoon van een boekhandelaar. Na zijn middelbare school deed hij eerst dienst in het Oostenrijkse leger. Hij studeerde vervolgens aan het Duits College van Santa Maria in Camposanto in Rome. Hij trad in 1883 toe tot de orde der Augustijnen in Klosterneuburg en studeerde vervolgens nog filosofie aan de Universiteit van Wenen.
Piffl werd op 8 januari 1888 priester gewijd. Hij werkte vervolgens als pastoor in Wenen en werd daarna achtereenvolgens prior en provoost van het klooster in Klosterneuburg.
Paus Pius X benoemde hem in 1913 tot aartsbisschop van Wenen. Tijdens het consistorie van 25 mei 1914 creëerde Pius hem kardinaal. Hij kreeg de San Marco als titelkerk. Hij nam deel aan het conclaaf van 1914 dat leidde tot de verkiezing van paus Benedictus XV en dat van 1922, dat leidde tot de verkiezing van paus Pius XI. De kardinaal wijdde zich met overgave aan de liefdadigheid en was de sturende kracht achter de Katholieke Actie in Oostenrijk.
Hij werd begraven in de crypte van de Stephansdom.

## Bron
- Biografische aantekening op The Cardinals of the Holy Roman Church